# Clara Angela Macirone
Clara Angela Macirone   (Londres, 20 de gener de 1821 - Londres, octubre 1914) fou una pianista i compositora britànica.

## Biografia
El pare de Clara Angela Macirone fou l'agent de borsa George Macirone (1788-1858), fill d'italià emigrat, i la seva mare, Mary Anne Macirone (Perriman de soltera, 1790-1869), fou pianista. La seva germana Emily Macirone (? -1888) va ser coneguda com a pintora aquarel·lista.
Clara va estudiar amb Ciprian Potter i C. Lucas a la Royal Academy of Music de Londres, abans de ser professora del mateix centre. Per al seu contemporani Otto Ebel, va ser una de les compositores més conegudes i reconegudes. També va inventar un sistema d'educació musical i l'èxit del seu mètode va ser avalat per autoritats com Sir George Alexander Macfarren, Joseph Barnby i Walter Macfarren. Va morir a Londres l'octubre de 1914.

## Obres (selecció)
- Suite per a piano i violí en mi menor
- By the Waters of Babylon (Per les aigües de Babilònia), himne
- Jubilate
- Te Deum
- Benedictus[6]
- Footsteps of Angels (Passos d'àngels), coral
- Come to Me Oh Ye Children (text: Henry Wadsworth Longfellow)
- Que li vagi bé! i si per sempre (text: George Gordon Noel Byron, Lord Byron)
- Hesperus (text: Edwin Arnold a partir de l'obra de Safo)
- The Balaclava Charge (text: Alfred, Lord Tennyson)
- There is dew for the flow'ret (text: Thomas Hood)[7]